# والتير مونتويا
والتير مونتويا (بالإسبانية: Walter Alan Ivan Enrique Montoya)‏ (21 يوليو 1993 في الأرجنتين - ) هو لاعب كرة قدم أرجنتيني في مركز الوسط. لعب مع Cruz Azul (women) ‏.

## روابط خارجية
- والتير مونتويا على موقع إي إس بي إن إف سي (الإنجليزية)
- والتير مونتويا على موقع قاعدة بيانات كرة القدم.إي يو (الإنجليزية)
- والتير مونتويا على موقع Soccerway.com (الإنجليزية)